# Gare de Saint-Bonnet-de-Rochefort
La gare de Saint-Bonnet-de-Rochefort est une gare ferroviaire française située sur le territoire de la commune de Saint-Bonnet-de-Rochefort dans le département de l'Allier et la région Auvergne-Rhône-Alpes.

## Histoire
En 1924, on installe des pédales électriques en avant de signaux avancés non visibles du poste de manœuvre afin d'éviter un croisement accidentel de trains sur la voie unique.

## Fréquentation
De 2015 à 2023, selon les estimations de la SNCF, la fréquentation annuelle de la gare s'élève aux nombres indiqués dans le tableau ci-dessous.
| Année     | 2015  | 2016  | 2017  | 2018  | 2019  | 2020  | 2021  | 2022  | 2023  |
| --------- | ----- | ----- | ----- | ----- | ----- | ----- | ----- | ----- | ----- |
| Voyageurs | 5 012 | 5 422 | 5 468 | 5 543 | 7 943 | 4 475 | 3 759 | 5 514 | 7 791 |

## Service des voyageurs

### Accueil
Halte SNCF, c'est un point d'arrêt non géré (PANG) à entrée libre.

### Dessertes
Saint-Bonnet-de-Rochefort est desservie par des trains du réseau TER Auvergne-Rhône-Alpes (ligne Montluçon - Clermont-Ferrand).